# Altmark

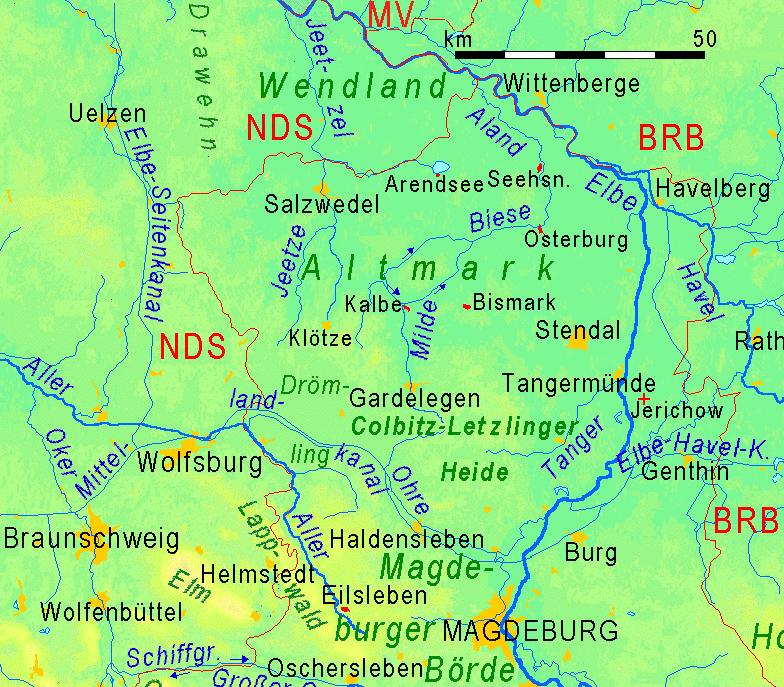
Physische Geographie der Altmark und angrenzender Regionen

Lage vom Altmarkkreis Salzwedel (links) und Landkreis Stendal (rechts) im Norden Sachsen-Anhalts (hier als Bundeswahlkreis 67 der Bundestagswahl 2009)

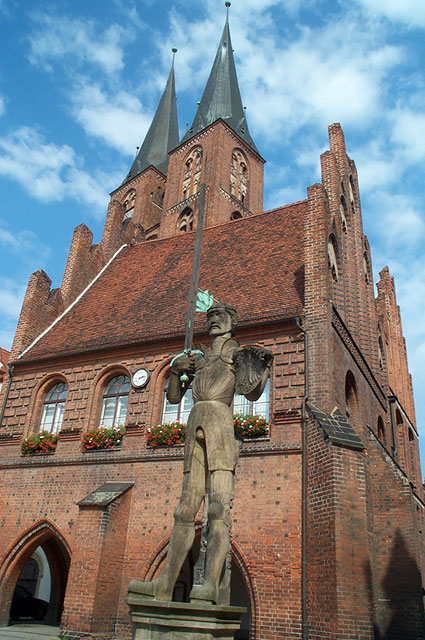
Der Stendaler Roland

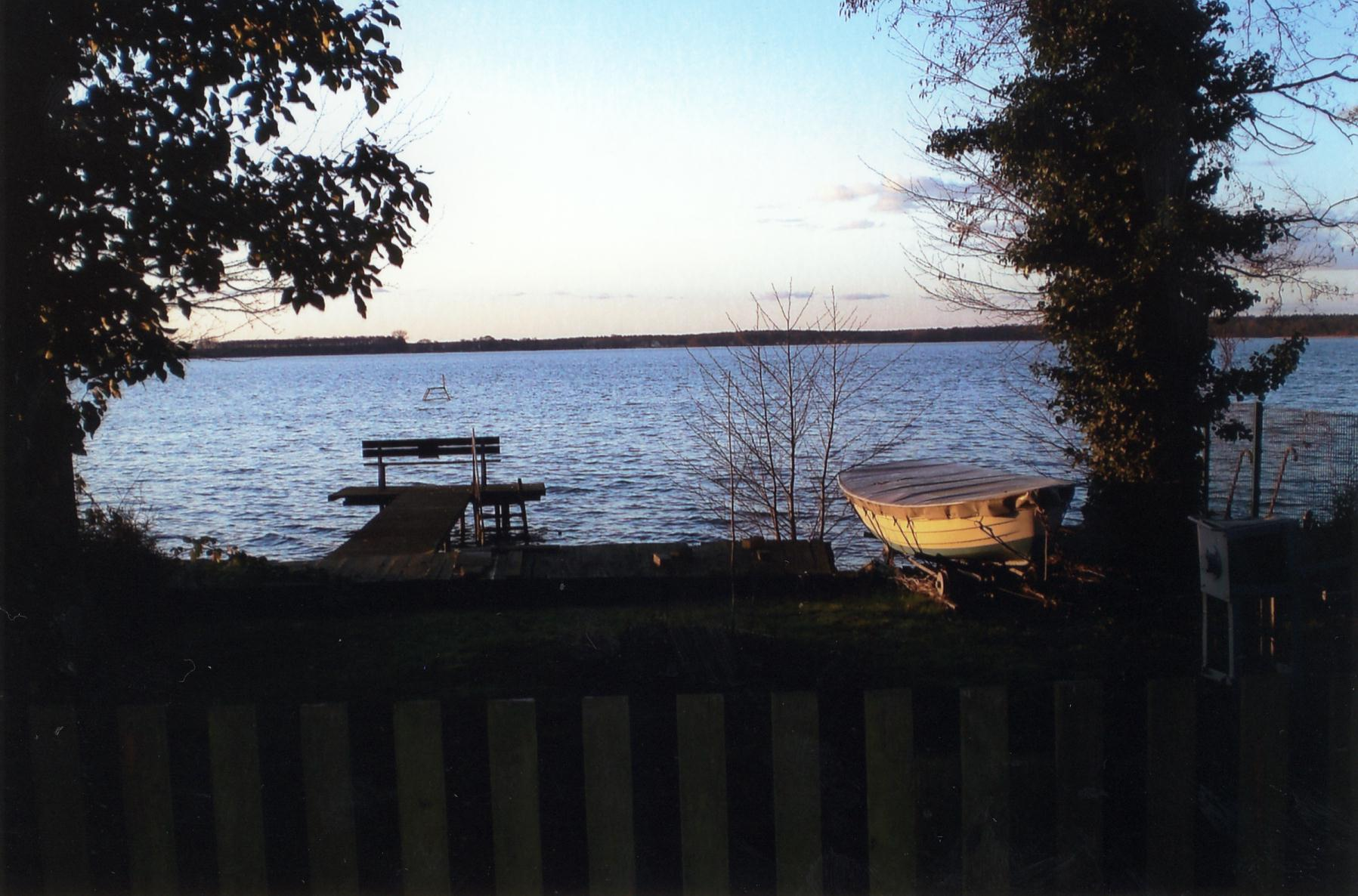
Arendsee

Die Altmark (plattdeutsch Ollmark) ist eine Region im Norden des Landes Sachsen-Anhalt. Die historische Kulturlandschaft erstreckt sich vom Drawehn im Westen bis an die Elbe im Osten, grenzt im Süden an die Magdeburger Börde und im Norden an das Wendland. Der Name Altmark erschien erstmals 1304 – Antiqua Marchia (Alte Mark) – und bezieht sich auf ihre Bedeutung als westelbisches Ausgangsgebiet bei der Einrichtung der Mark Brandenburg. Darauf beziehen sich auch Charakterisierungen wie „Wiege Brandenburgs“ oder gar „Wiege Preußens“. Als Ganzes gehörte sie seit der Gründung der Mark Brandenburg zu dieser Markgrafschaft und dem daraus hervorgegangenen preußischen Staat. Die Altmark wird heute in den Altmarkkreis Salzwedel und den Landkreis Stendal untergliedert. Erst seit der Landkreis Stendal auch östlich der Elbe gelegene Gebiete umfasst, werden diese, historisch zu Jerichow und Prignitz gehörend, gelegentlich mit zur Altmark gezählt.

## Naturräumliche Gliederung

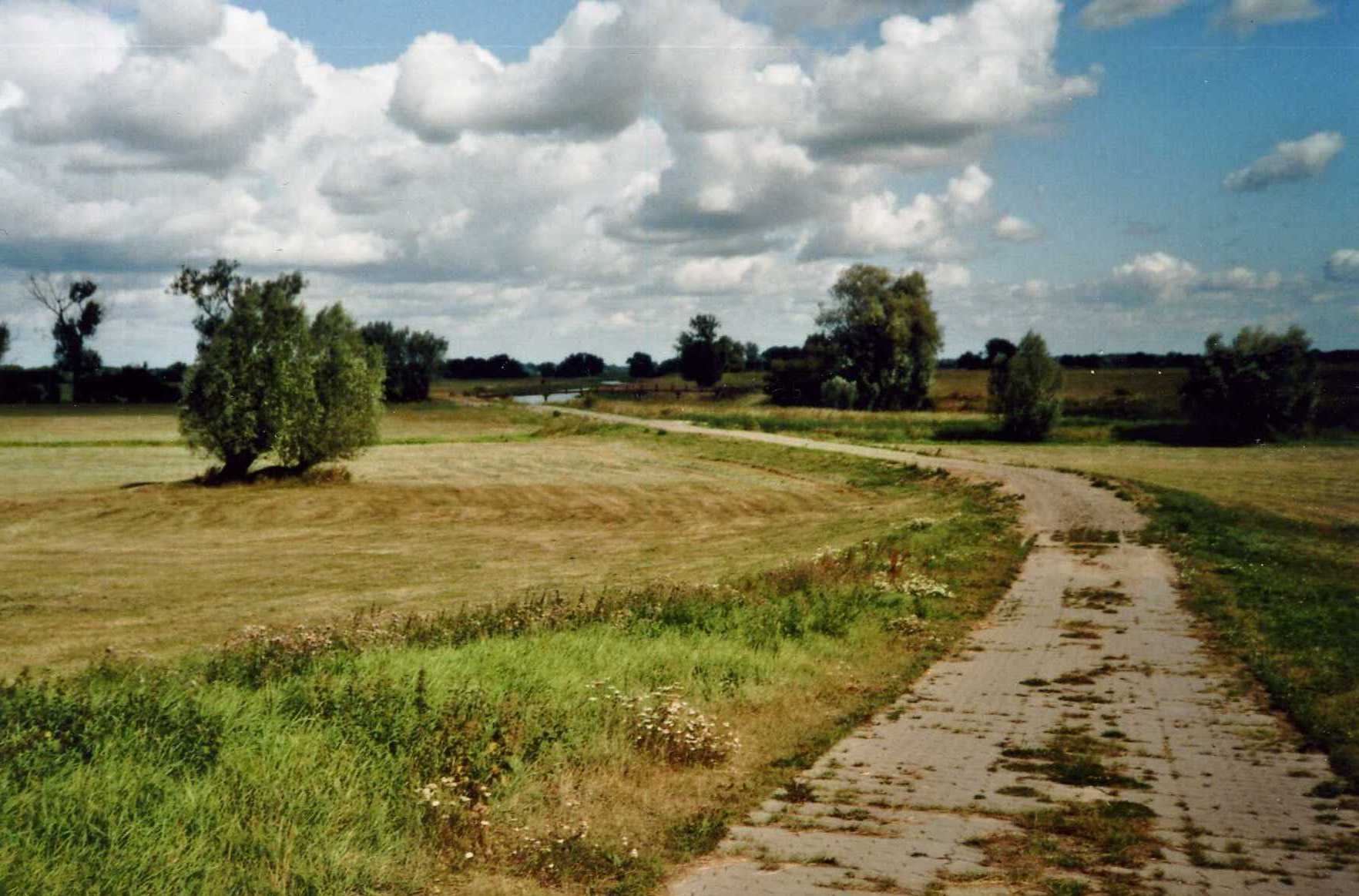
Die Garbe in der nördlichen Altmark

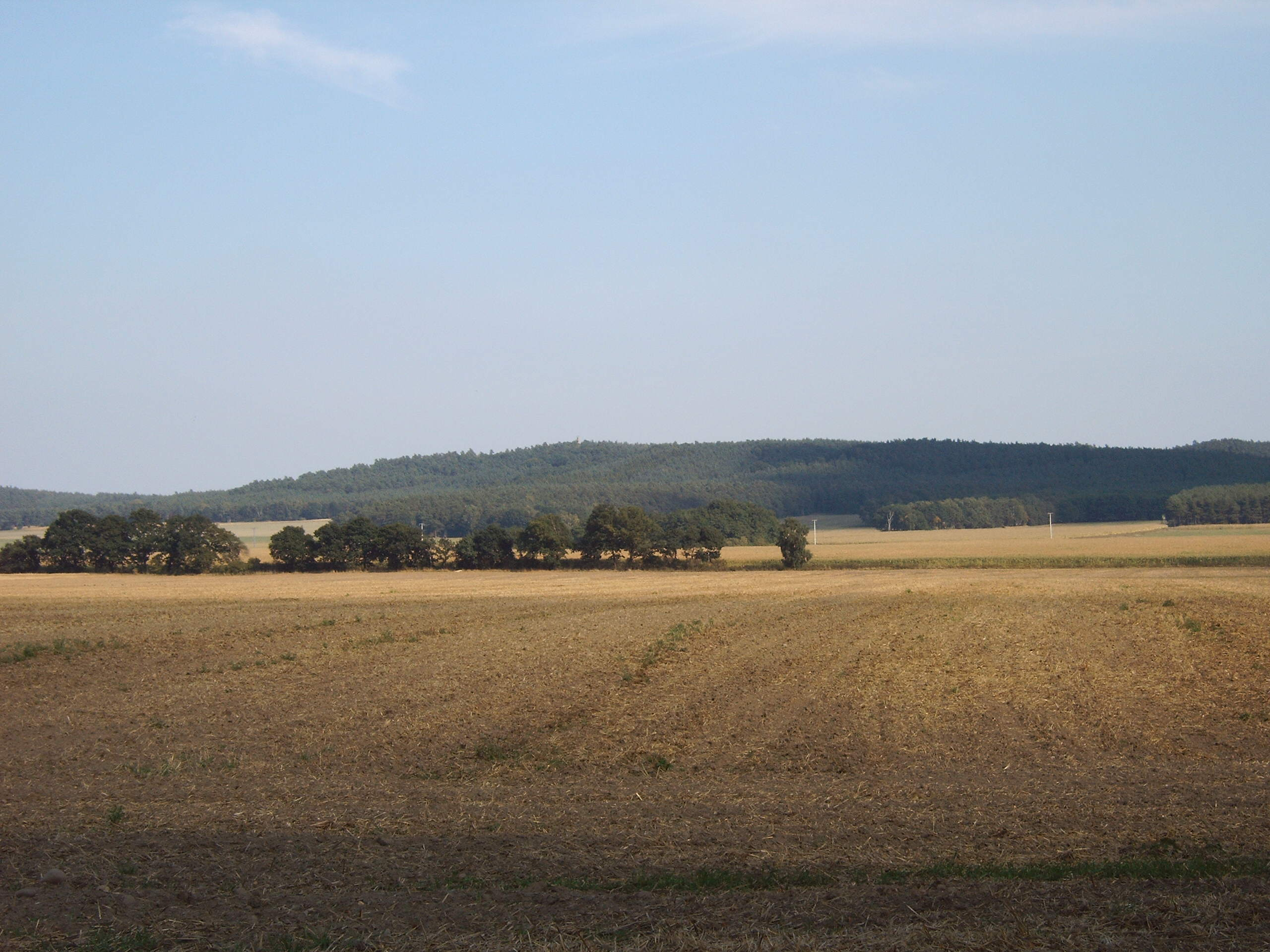
Hellberge bei Klötze

### Charakteristik
Die Altmark umfasst den Norden Sachsen-Anhalts als Teil des Norddeutschen Tieflandes. Wichtige Gewässer sind die Flüsse Jeetze und Milde-Biese-Aland sowie der Arendsee. Im Südosten hat die Altmark Anteil an der Colbitz-Letzlinger Heide. Die Altmark als eine der ältesten Kulturlandschaften Deutschlands besteht aus landwirtschaftlich geprägtem, aber auch naturnahem Tiefland mit Wäldern und Heide wie der Colbitz-Letzlinger Heide. Naturräumlich wird sie im Osten und Nordosten durch die Elbtalniederung und die Wische begrenzt. Im Südwesten befindet sich mit dem Drömling und der Ohreniederung eine recht markante Abgrenzung, der Übergang im Westen und Nordwesten zum Vorland der Lüneburger Heide ist dagegen kaum feststellbar. Höchste Erhebungen sind mit fast 160 Metern die Hellberge.
Die Bodendeckung zeichnet sich durch eine starke Verzahnung von Ackerland und Wäldern aus, wobei in den meisten Teilen das Ackerland überwiegt, zwischen Arendsee und Osterburg jedoch der Wald. In der zwecks militärischer Nutzung weitgehend entvölkerten Colbitz-Letzlinger Heide gibt es große zusammenhängende Waldflächen.

### Entstehung
Die Landschaft ist überwiegend in der vorletzten Eiszeit, der Saaleeiszeit, entstanden und gehört damit zum Altmoränenland. Lediglich kleine Gebiete östlich der Elbe wurden vom weichselzeitlichen Inlandeis erreicht und geprägt. Dort finden sich junge, weichselzeitliche Endmoränen (Kamernsche Berge). Weite Teile des Hauptgebietes westlich der Elbe werden hingegen von flachen bis flachwelligen Grundmoränenflächen eingenommen. Große Teile der tief liegenden Grundmoränen wurden von Urstromtalungen verschüttet und bilden nahezu tischebene Gebiete, die heute meist geringmächtig vermoort sind. Die heutigen eher kleinen Flüsse füllen die ausgedehnten Niederungen nur unvollkommen aus. Höhere Bereiche der alten Grundmoränen ragen als inselförmige Platten aus den Niederungen hervor (etwa der Kalbesche Werder). Von der Colbitz-Letzlinger Heide ausgehend zieht sich weiter in nordnordwestlicher Richtung ein saalezeitlicher Endmoränenzug. Dort befinden sich die höchsten Erhebungen der Altmark. Die Hellberge bei Zichtau erheben sich über 160 Meter über den Meeresspiegel, der „Pistolsche Berg“ bei Bonese 121 m ü. NN. Besonders tief liegt die Elbeniederung im Osten und Nordosten der Altmark sowie die Jeetzeniederung nördlich von Salzwedel. Dort liegt das Niveau der Erdoberfläche unter 20 Meter NN. Die Altmark wurde periglazial und warmzeitlich im ausgehenden Saaleglazial, in der Eem-Warmzeit und in der Weichseleiszeit überprägt. In der Nacheiszeit kam es in den ausgedehnten Niederungen zu großflächigen, aber meistens geringmächtigen Vermoorungen.

### Gewässer

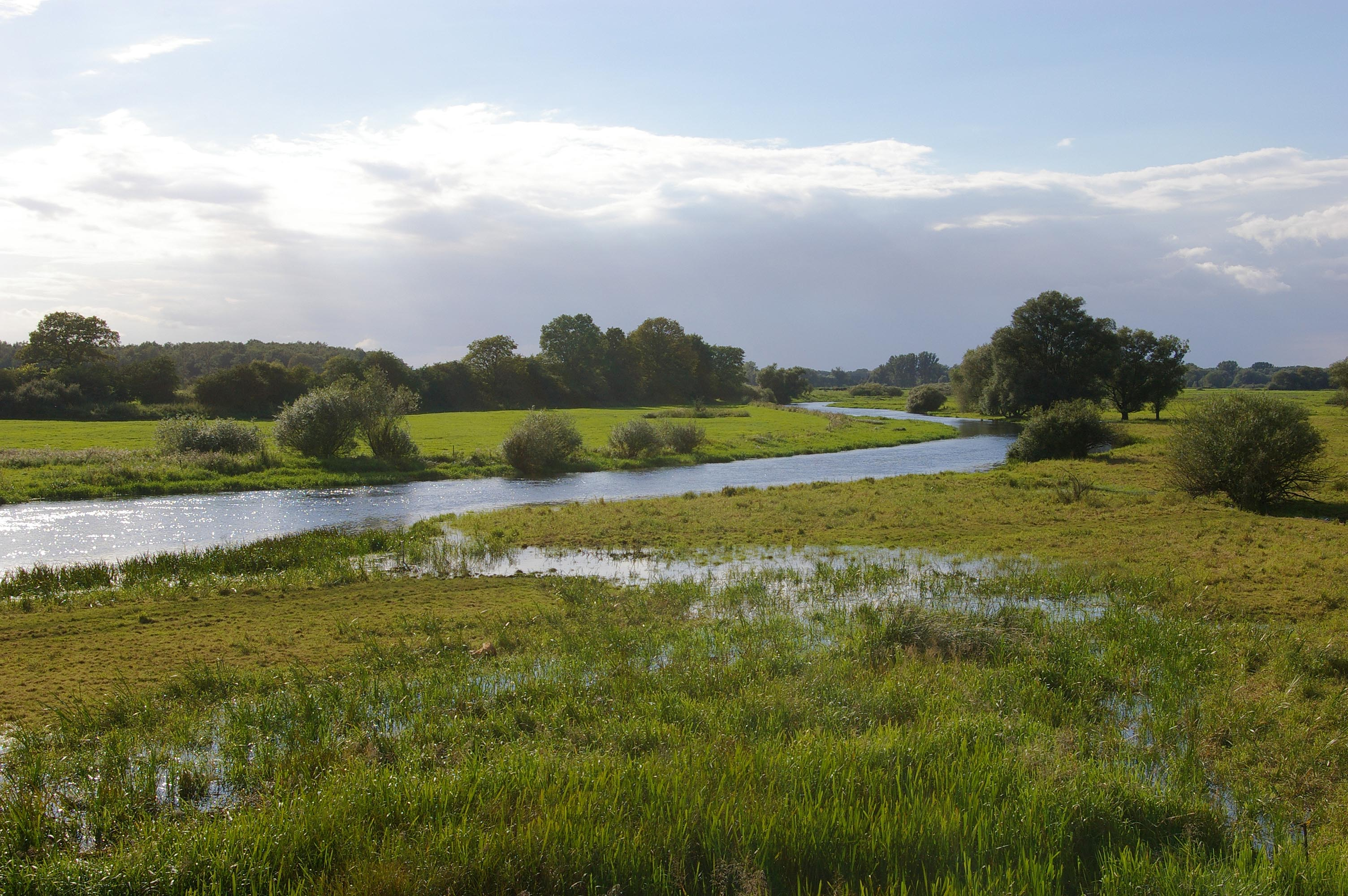
Naturnaher Abschnitt des Aland bei Wanzer

Bis zur Ausdehnung der Altmark nach Osten berührten Elbe und Havel die Altmark nur randlich, fließen jetzt aber durch die östliche Altmark. Daneben gibt es viele kleinere Fließgewässer. Die in der Altmark entspringenden Flüsse und Bäche des Jeetze-Purnitz-Systems im Westen, des Milde-Biese-Aland-Systems in der Mitte und des Uchte-Aland-Systems im Osten folgen der allgemeinen Abdachung nach Norden und entstammen den ersten beiden Randlagen des südlichen Landrückens.
Eine Besonderheit ist der Arendsee im Norden der Altmark, die ansonsten nur wenige natürliche Seen besitzt. Dieser wurde nicht von der Eiszeit geformt, sondern entstand nach der Lösung (Subrosion) und dem nachfolgenden Einbruch eines Salzstocks im Untergrund. Kleinere natürliche Seen wie der Kamernsche See finden sich vor allem entlang der Elbe und sind meistens Altläufe des Flusses.

### Böden und Vegetation
Charakteristisch für die Böden der Altmark ist ein kleinteiliger Wechsel von sandigen und lehmigen bodenbildenden Substrattypen. So schwankt die Ertragsfähigkeit der Böden zwischen sehr fruchtbar und extrem unfruchtbar. Auf den Sander- und Binnendünenflächen finden sich meistens Vergesellschaftungen von Regosol und Podsol. Auf den Endmoränen und Grundmoränenplatten sind vorwiegend Braunerden und Lessivés zu finden. In den Niederungen, vor allem im Nordosten der Altmark, der Wische, finden sich stau- und grundnässebeeinflusste Böden wie Gleye aber auch geringmächtige Moore. Die fruchtbarsten Böden der Altmark bildeten sich um Klötze innerhalb eines begrenzten Sandlössgebietes.
Auf den mittelfeuchten Moränenplatten ist als potentiell natürliche Vegetation der Eichen-Buchenwald dominant, auf sandigen Standorten stockt hingegen die Kiefer. Die aktuelle Landnutzung ist abwechslungsreich und besteht zu jeweils etwa einem Drittel aus Forsten, Wiesen und Ackerflächen.

## Geschichte
Den Nachweis, dass es im Umkreis der Altmark frühe Neandertaler gab, liefert der Faustkeil von Gerwisch, der 1957 bei Gerwisch im Landkreis Jerichower Land entdeckt wurde.

### Frühgeschichte bis Spätmittelalter

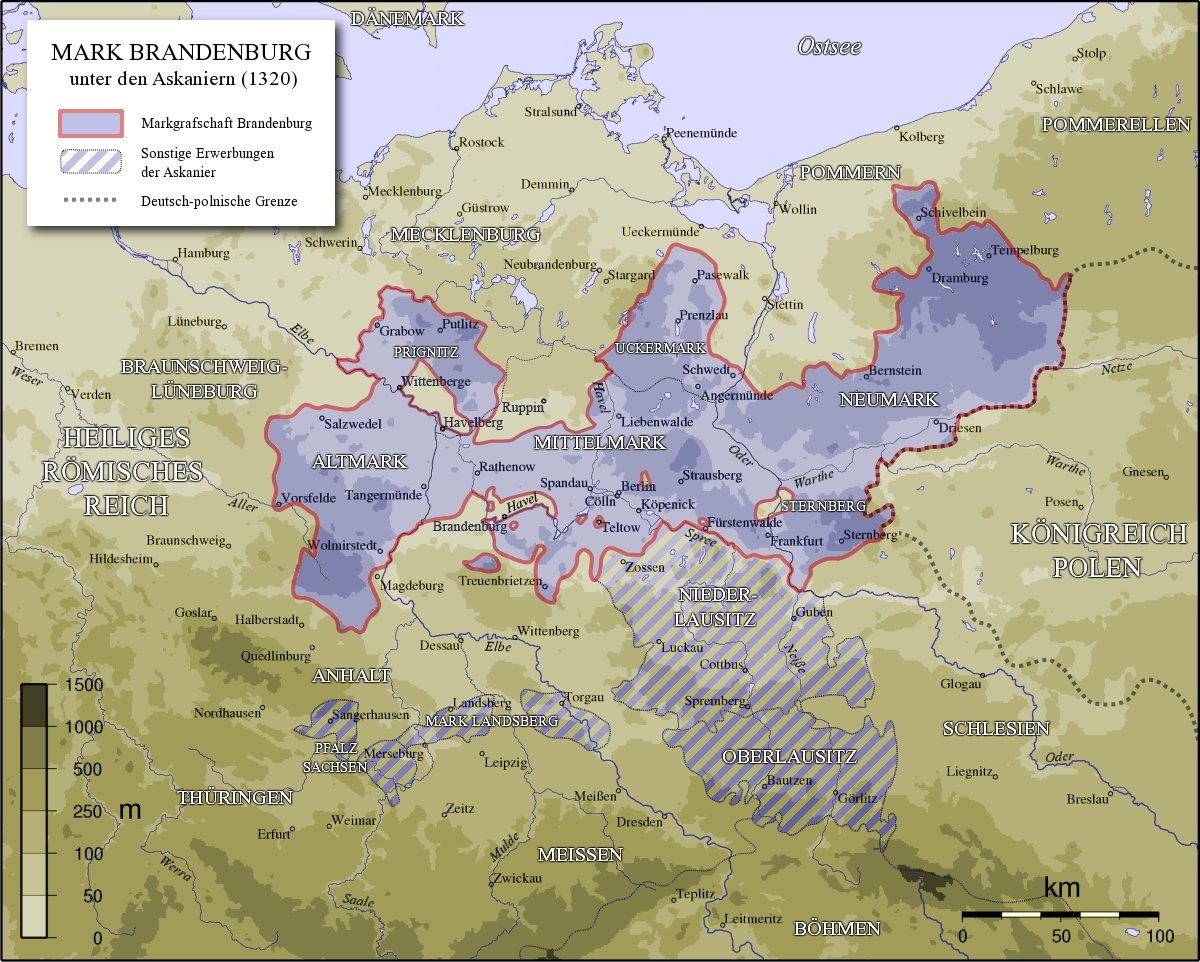
Mark Brandenburg unter den Askaniern (1320) mit der Altmark westlich der Mittelmark und der Neumark sowie südwestlich der Uckermark

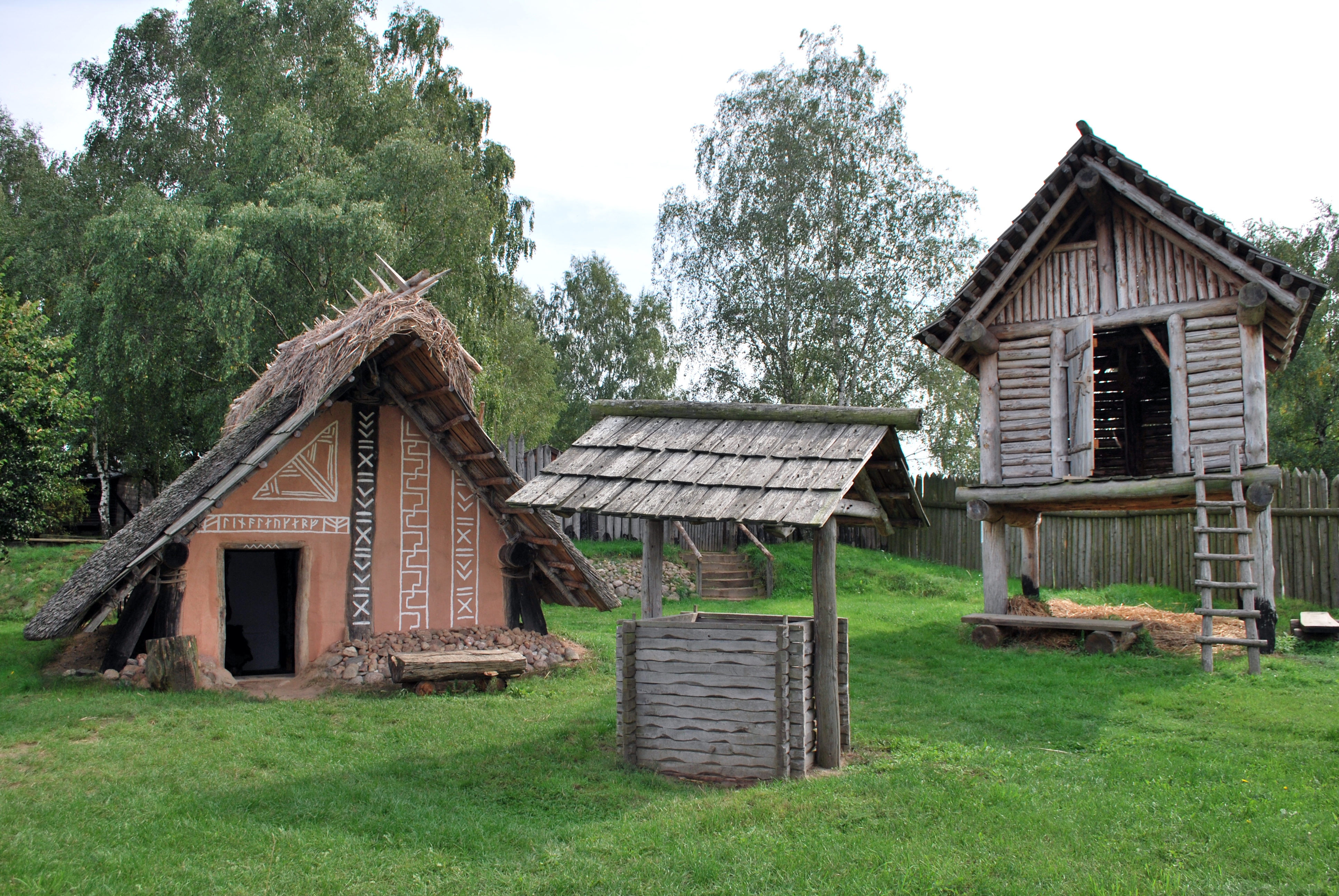
Langobardenwerkstatt Zethlingen

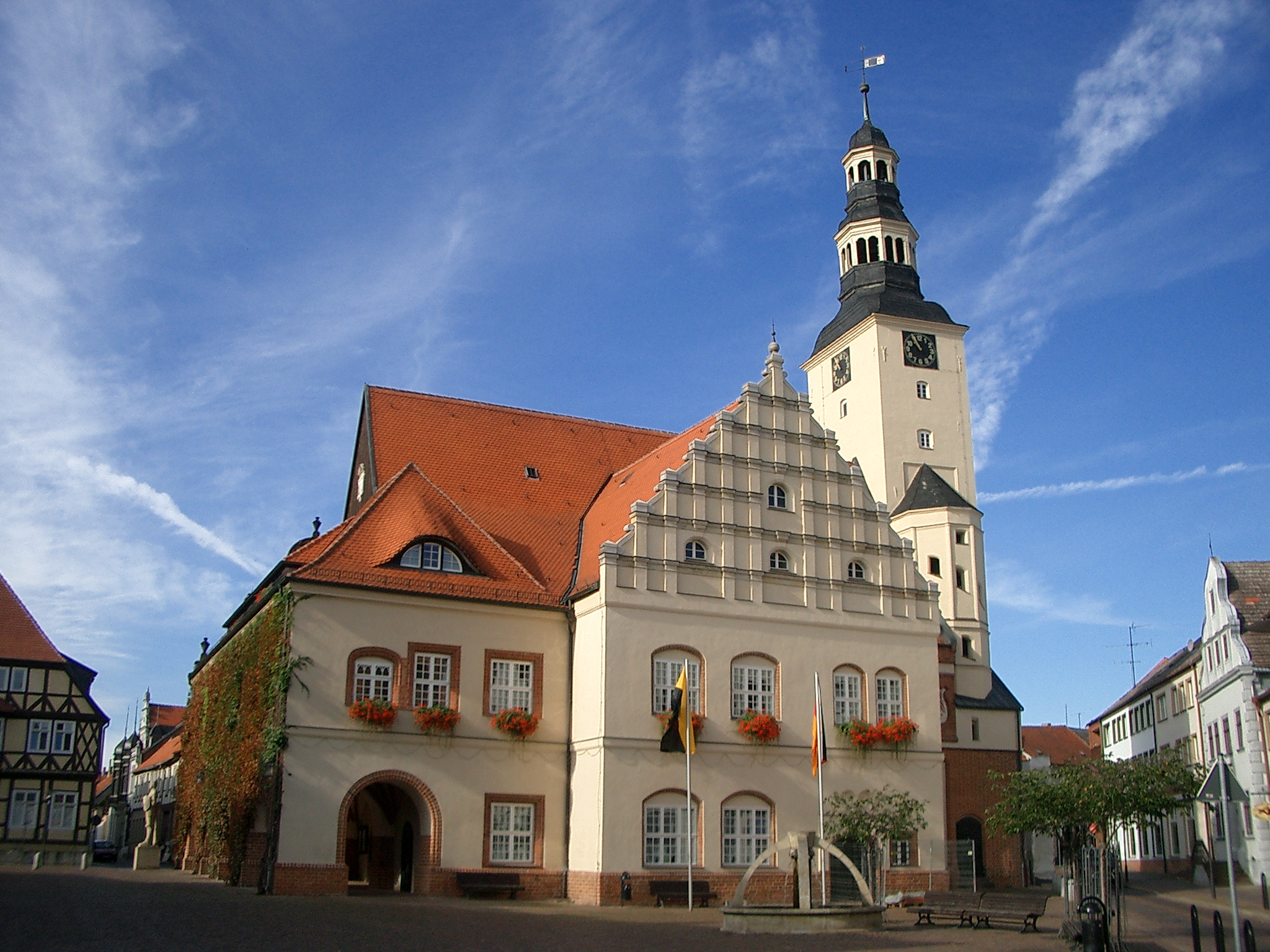
Rathaus von Gardelegen

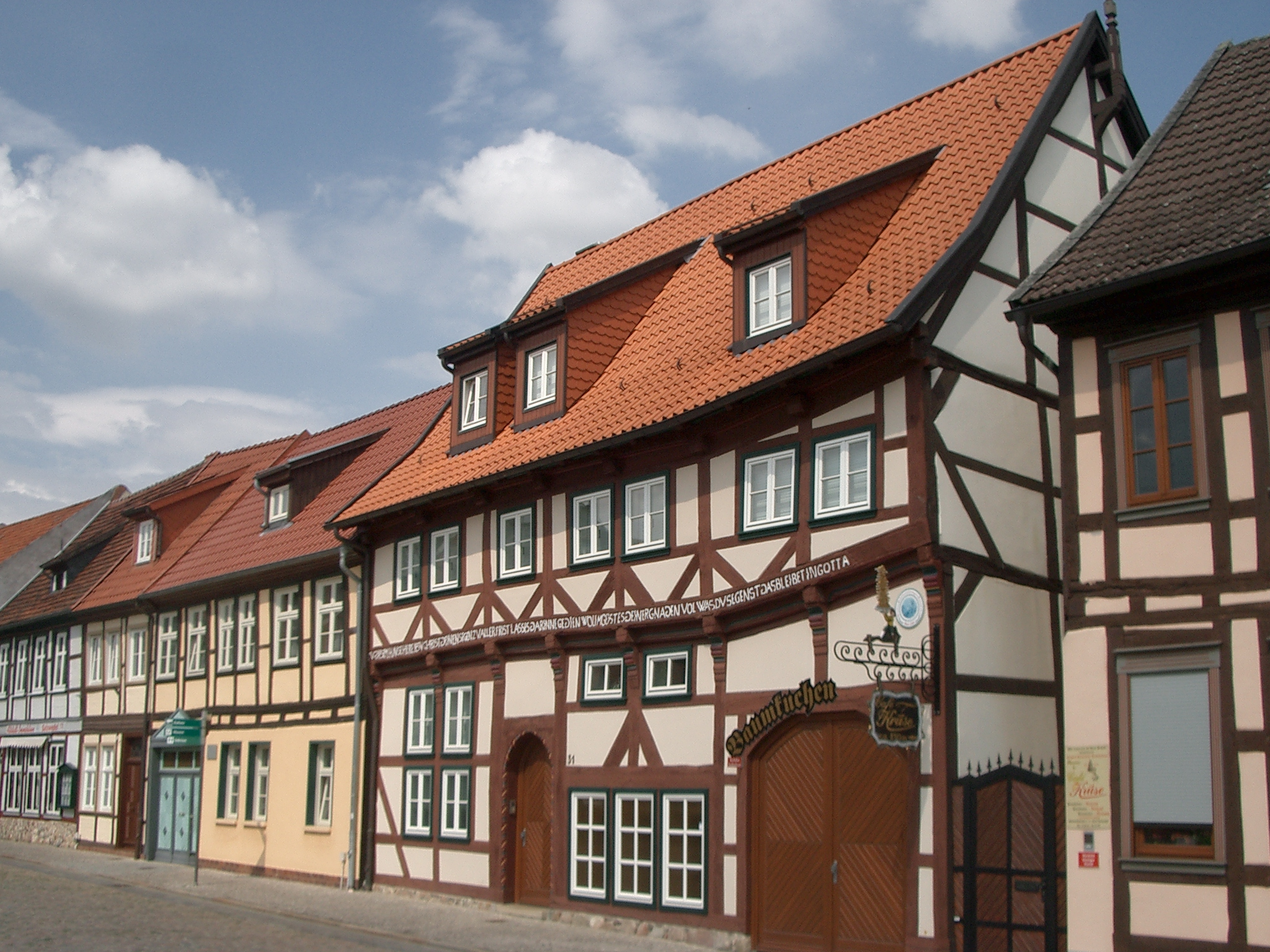
Fachwerkhäuser in Salzwedel

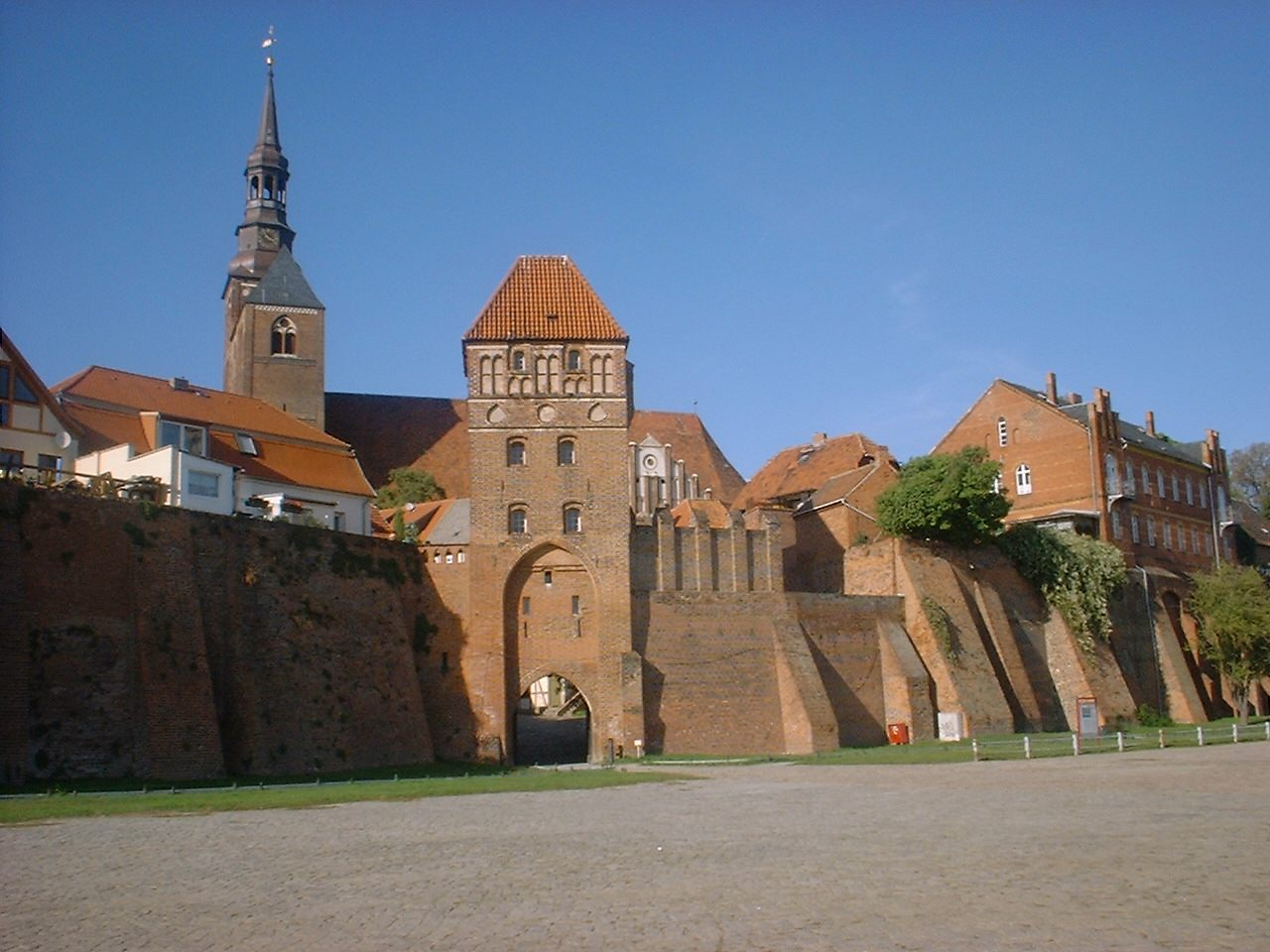
Backsteingotik in Tangermünde

Deutliche Siedlungsspuren finden sich später als in den südlich angrenzenden Lößgebieten erst in der Kupfersteinzeit. Die Funde, darunter zahlreiche Großsteingräber, werden der Trichterbecherkultur zugerechnet, deren regionale Variante sich durch Tiefstichkeramik auszeichnet.
Das Gebiet gehörte während der vorrömischen Eisenzeit zur engeren Jastorf-Kultur. Am Ende des 2. Jahrhunderts n. Chr. entstanden in der Altmark größere Friedhöfe, was möglicherweise auf eine stärkere Zuwanderung von Gruppen schließen lässt. Auf jeden Fall scheint die Region kontinuierlich von elbgermanischen Gruppen besiedelt gewesen zu sein, unter denen die Langobarden hervortreten. In lokalen Quellen finden sich etliche Hinweise auf diese. Seit ca. 600 folgten die Zuwanderung von Sachsen im Nordwesten und von Slawen im Osten entlang der Jeetzel. Von Karl dem Großen wurde das Gebiet bei der Unterwerfung der Sachsen erobert und war seither Teil des fränkischen, dann des ostfränkischen Reiches. Kirchlich unterstand es den Bistümern Verden und Halberstadt.
Nach dem großen Slawenaufstand von 983 kontrollierten die Sachsen nur noch den westelbischen Teil der Nordmark, aus dem später die Altmark wurde. 1056 wurde dieser Rest der Nordmark dem Grafen von Stade Udo I. übertragen, dessen Nachkommen sich dann Udonen nannten. Nach deren Aussterben belehnte Kaiser Lothar III. 1134 den Askanier Albrecht I. mit dem Gebiet, das nun Ausgangspunkt für die Eroberung ostelbischer Gebiete wurde. Nach der endgültigen Einnahme von Brandenburg 1157 wurde die Nordmark Teil der Mark Brandenburg mit Albrecht I. als Markgrafen. Nach dem Aussterben der brandenburgischen Linie der Askanier gelangte die Mark Brandenburg und somit die Altmark von 1324 an unter die Herrschaft der Wittelsbacher und Luxemburger, die sich ab 1356 Kurfürsten nennen durften und mit Kaiser Karl IV. Tangermünde zur Nebenresidenz von Prag ausbauten. 1415 begann mit Kurfürst Friedrich I., nach fast einem Jahrhundert der Unruhen und Wirren in der Mark, die Herrschaft der Hohenzollern über das Kurfürstentum Brandenburg und die Altmark.

### Neuzeit
Die Altmark gehörte zur Kurmark, die den größten Teil der Mark Brandenburg ausmachte. Die Mark Brandenburg entwickelte sich zur Kernprovinz des im 18. Jahrhundert entstehenden preußischen Staates. Die Altmark war eine der vier „Provinzen“ der Kurmark und wurde in sechs von Landräten geführte Kreise unterteilt: der Stendalsche Kreis, der Tangermündesche Kreis, der Arneburgische Kreis, der Seehausensche Kreis, der Arendseeische Kreis und der Salzwedelsche Kreis. Nach der Niederlage Preußens in den napoleonischen Kriegen 1806 kam die Altmark zum Königreich Westphalen. Nach dem Wiener Kongress 1815 wurde sie der preußischen Provinz Sachsen zugeschlagen und in die Kreise Salzwedel, Gardelegen, Osterburg und Stendal untergliedert.
Im Frühjahr 1945 wurde die Altmark zum Endpunkt mehrerer Räumungstransporte und Todesmärsche aus nationalsozialistischen Konzentrationslagern in Nord- und Mitteldeutschland. An sie erinnert heute die international wahrgenommene Gedenkstätte Feldscheune Isenschnibbe Gardelegen in Gardelegen.
Nach Auflösung Preußens 1947 gehörte die Altmark dem Land Sachsen-Anhalt an, mit der Verwaltungsneugliederung in der DDR von 1952 bis 1990 zum Bezirk Magdeburg, seither wieder zu Sachsen-Anhalt.
Die Kreisgebietsreform in Sachsen-Anhalt führte 1994 erstmals zu größeren Veränderungen in der Grenzziehung und zu einer Veränderung des Regionsbegriffs. So entschieden sich die ehemalige Stadt Oebisfelde und der Flecken Calvörde für einen Anschluss an den Ohrekreis. Sie orientieren sich seitdem in Richtung Region Magdeburg (Elbe-Börde-Heide). Beide Orte gehören aber historisch auch nicht zur Altmark. Oebisfelde lag bis 1807 im 3. Distrikt des Holzkreises des Herzogtums Magdeburg und wurde erst mit Bildung des Landkreises Gardelegen 1815 in diesen eingegliedert. Calvörde gehörte bis 1942 zum Herzogtum/Land Braunschweig und wurde erst dann in die Provinz Sachsen, das spätere Land Sachsen-Anhalt, eingegliedert. Dagegen wurde der ostelbische Kreis Havelberg – erst 1952 aus Teilen des ehemaligen preußischen Landkreises Jerichow II und der Stadt Havelberg aus dem ehemaligen preußischen Landkreis Westprignitz gebildet – dem neuen Großkreis Stendal zugeteilt.
Die Altmark war von 2002 bis 2007 eine von 18 Regionen des Bundesmodell- und Demonstrationsvorhabens „Regionen Aktiv – Land gestaltet Zukunft“.

### Geschichtsforschung
Seit 1838 widmet sich der seit 1990 wieder in Salzwedel befindliche Altmärkische Verein für vaterländische Geschichte der Erforschung von Vorgeschichte und Geschichte der Altmark. Bedeutende Heimatforscher im 19. Jahrhundert waren der Gymnasialprofessor Johann Friedrich Danneil (1783–1868) und der Apotheker Theodor Zechlin (1818–1895). 1972 gründete der Lehrer Hartmut Bock aus Jübar die Arbeitsgemeinschaft „Junge Archäologen der Altmark e. V.“, die seither an die alten Vorbilder anknüpft.

## Städte und wichtige Orte in der Altmark

### Hansestädte

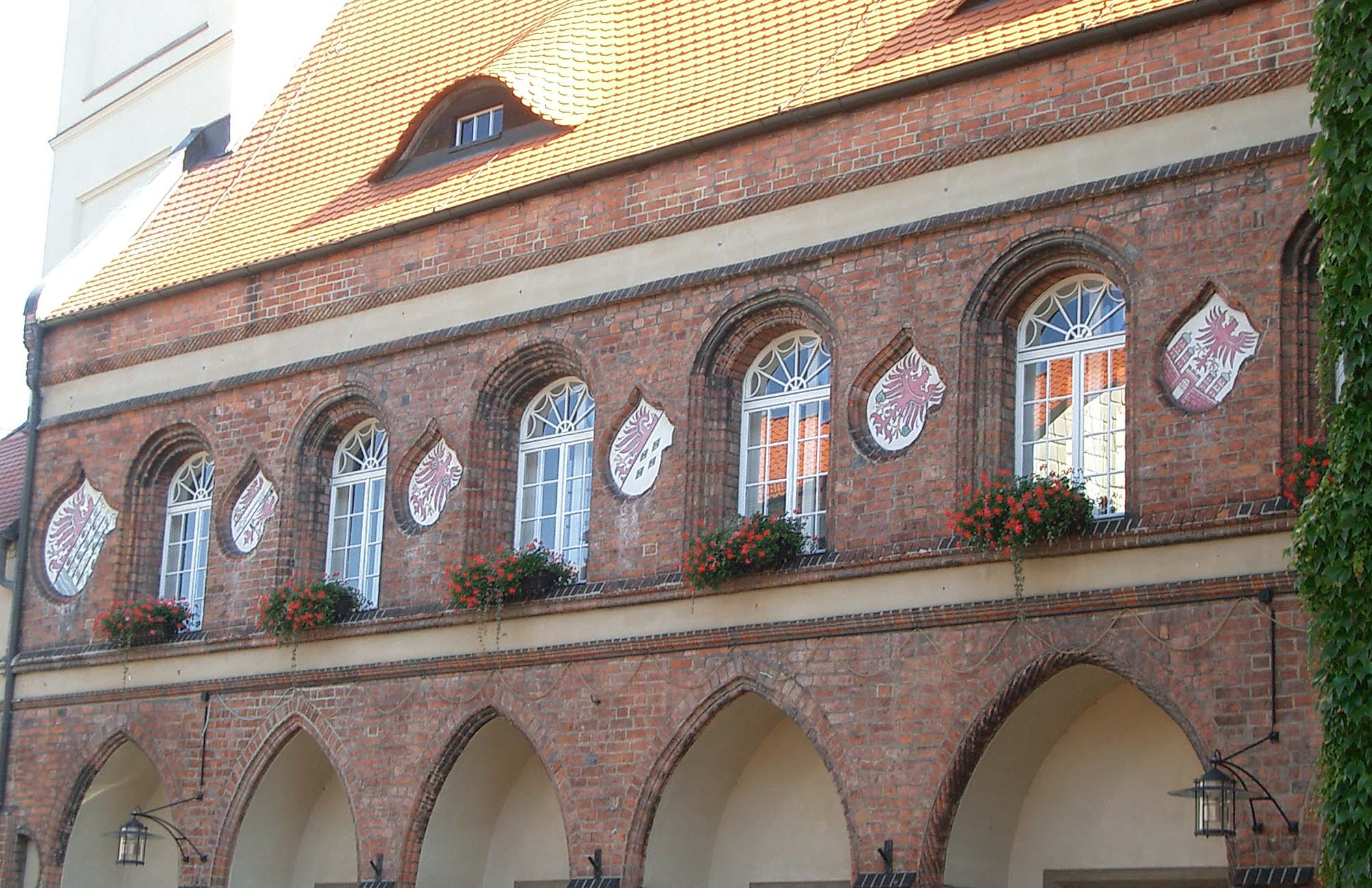
Wappen der altmärkischen Hansestädte am Rathaus Gardelegen

Die drei größten und zugleich bedeutendsten Städte in der Altmark sind Stendal, Gardelegen und Salzwedel. Sie gehörten neben vier weiteren Städten in der Altmark (Tangermünde, Osterburg, Seehausen und Werben) der Hanse an. Die sieben altmärkischen Städte waren zwischen dem 13. und 15. Jahrhundert reiche, wehrhafte Handelsstädte und bildeten zusammen den Altmärkischen Städtebund, mit dem sie bei den Hansetagen Geschlossenheit demonstrierten. Das Ende der altmärkischen Hanseherrlichkeit wurde nach der blutigen Niederschlagung von Aufständen gegen die vom Kurfürst eingeführte Bierziese im Frühjahr 1488 eingeleitet. In Folge dieser Niederlage mussten sich die altmärkischen Städte aus allen Bündnissen, auch aus der Hanse, zurückziehen und verloren zahlreiche Rechte wie das Münzrecht. Lediglich Stendal und Salzwedel blieben bis zu ihrem Ausschluss 1518 Mitglied der Hanse. Seit dem 16. Jahrhundert entwickelten sich die sieben Hansestädte dann sehr unterschiedlich. Heute sind sie alle Mitglieder im Hansebund der Neuzeit.

### Land- und Kleinstädte

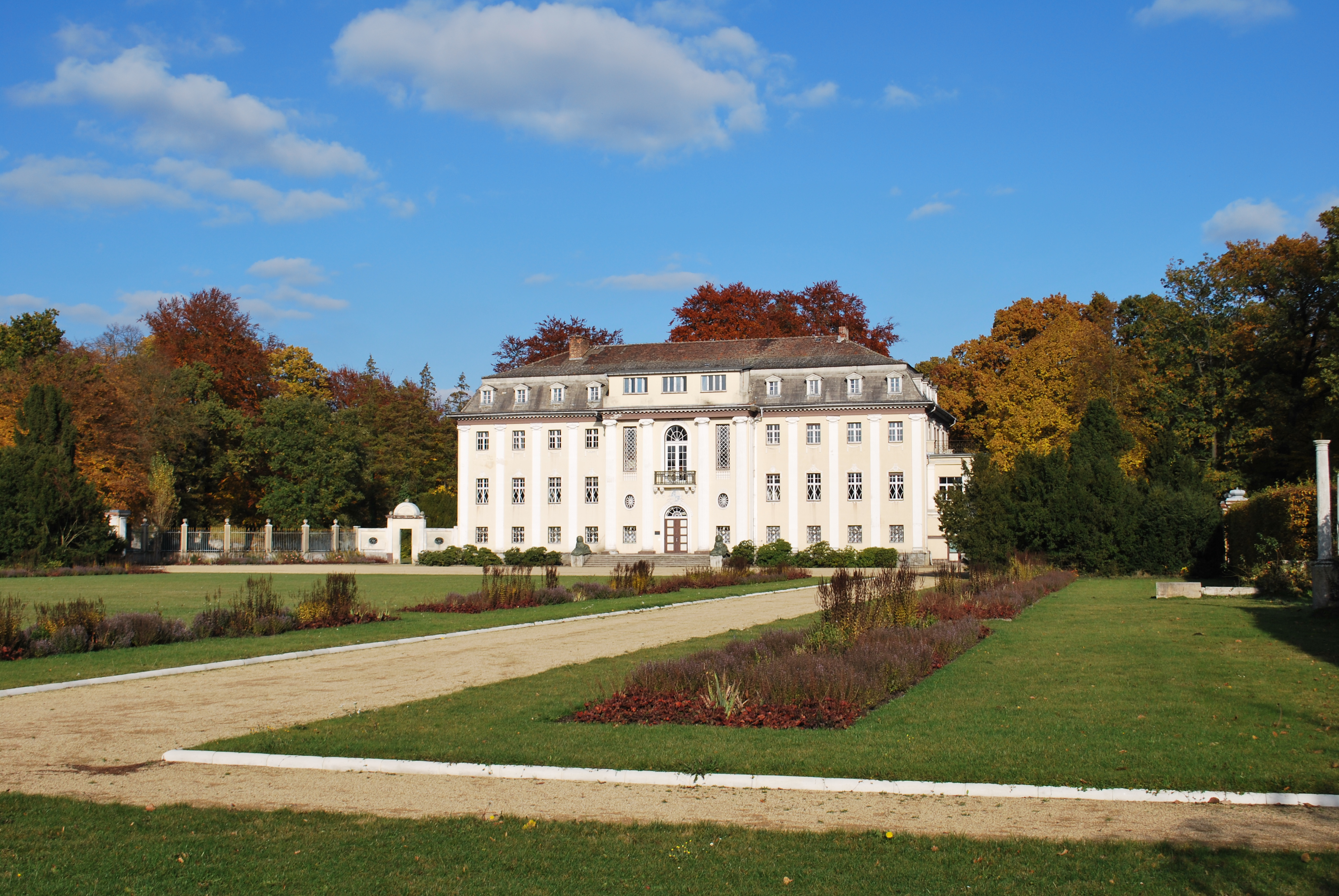
Neues Schloss im Stadtpark Tangerhütte

Neben den Hansestädten gibt es in der heutigen Altmark sechs weitere Städte (Arendsee, Arneburg, Bismark, Kalbe (Milde), Klötze und Tangerhütte), die im Gegensatz zu den Städten des Altmärkischen Städtebunds im Spätmittelalter allerdings keine wehrhaften und bedeutenden Handelsstädte waren. Sie gingen aus Siedlungen oder Flecken in der Nähe von Burgen, die von den jeweiligen Landesherren zum Schutz der Grenzen angelegt worden sind, hervor. Arneburg gilt als die älteste Stadt der Altmark. Dagegen erhielt Klötze, bis 1815 ein Amt des Herzogtums Braunschweig-Lüneburg, erst im 19. Jahrhundert das Stadtrecht, und Tangerhütte ging im Zuge der Industrialisierung aus einem Dorf hervor. Die ehemalige Stadt Oebisfelde (Landkreis Börde) war historisch ein Teil der Altmark, wird heute aber der Region Elbe-Börde-Heide zugeordnet.

### Ostelbische Städte
Die Hansestadt Havelberg, historisch ein Teil der Prignitz, gelegen im ehemaligen Landkreis Westprignitz, orientiert sich erst seit der Gründung des Bezirks Magdeburg 1952 in Richtung Altmark. Die nur wenige Kilometer südlich von Havelberg liegende Kleinstadt Sandau gehörte bis zur Gründung des Kreises Havelberg dagegen zum Landkreis Jerichow II.

### Flecken und größere Ortschaften

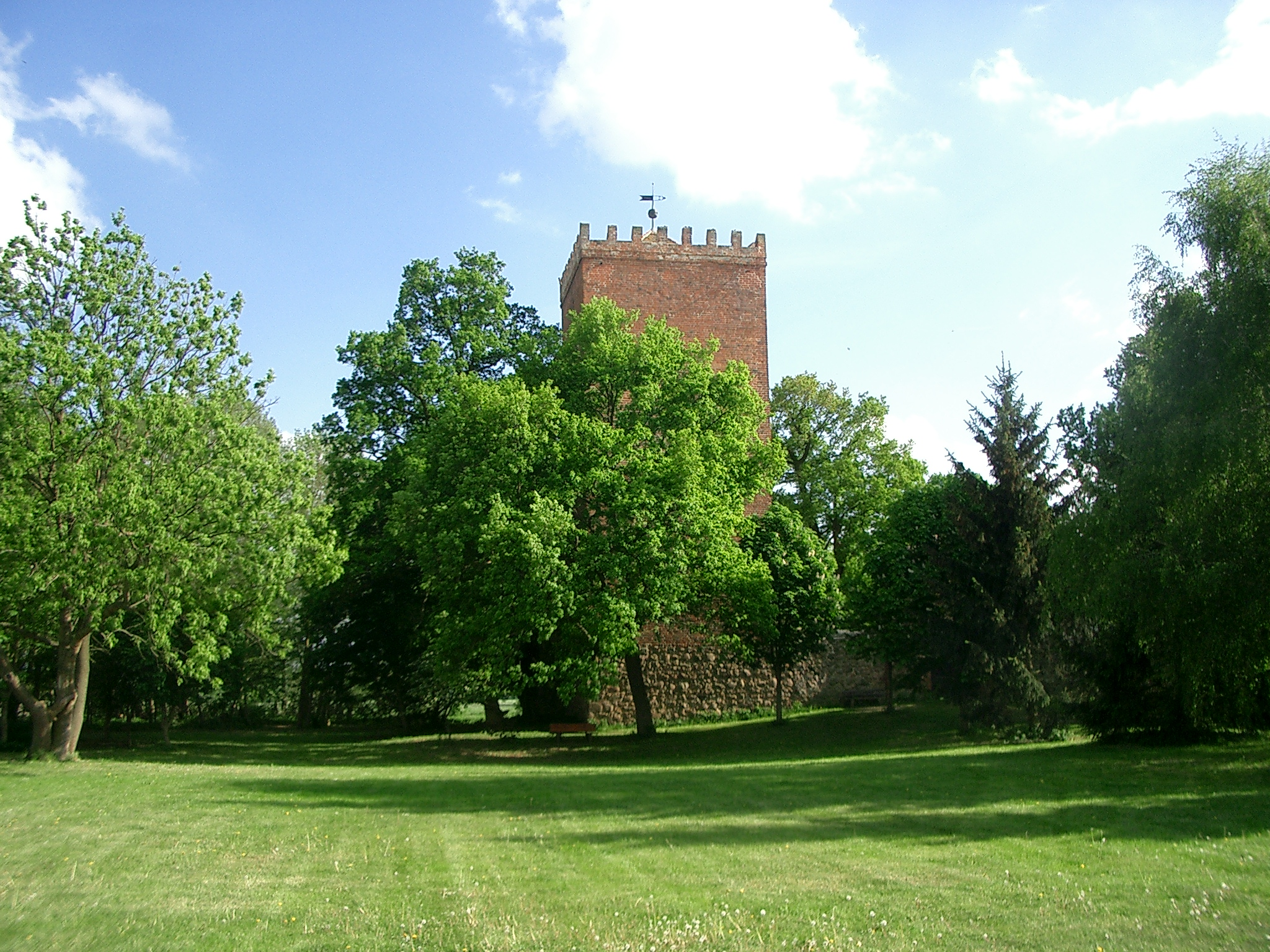
Burganlage Apenburg

Vor allem in der westlichen Altmark, in der weitaus weniger Siedlungen das Stadtrecht erhielten als an der östlichen Grenze entlang der Elbe, entwickelten sich einige Dörfer zu größeren Ortschaften mit regionaler Bedeutung (Beetzendorf und Mieste) bzw. zu Flecken (Apenburg und Diesdorf). Meist waren sie Stammsitz eines Adelsgeschlechts mit einer Burganlage oder entstanden als Siedlung um ein Kloster. Der bedeutendste Ort im Osten der Region ohne Stadtrecht ist Schönhausen.

### Dörfer

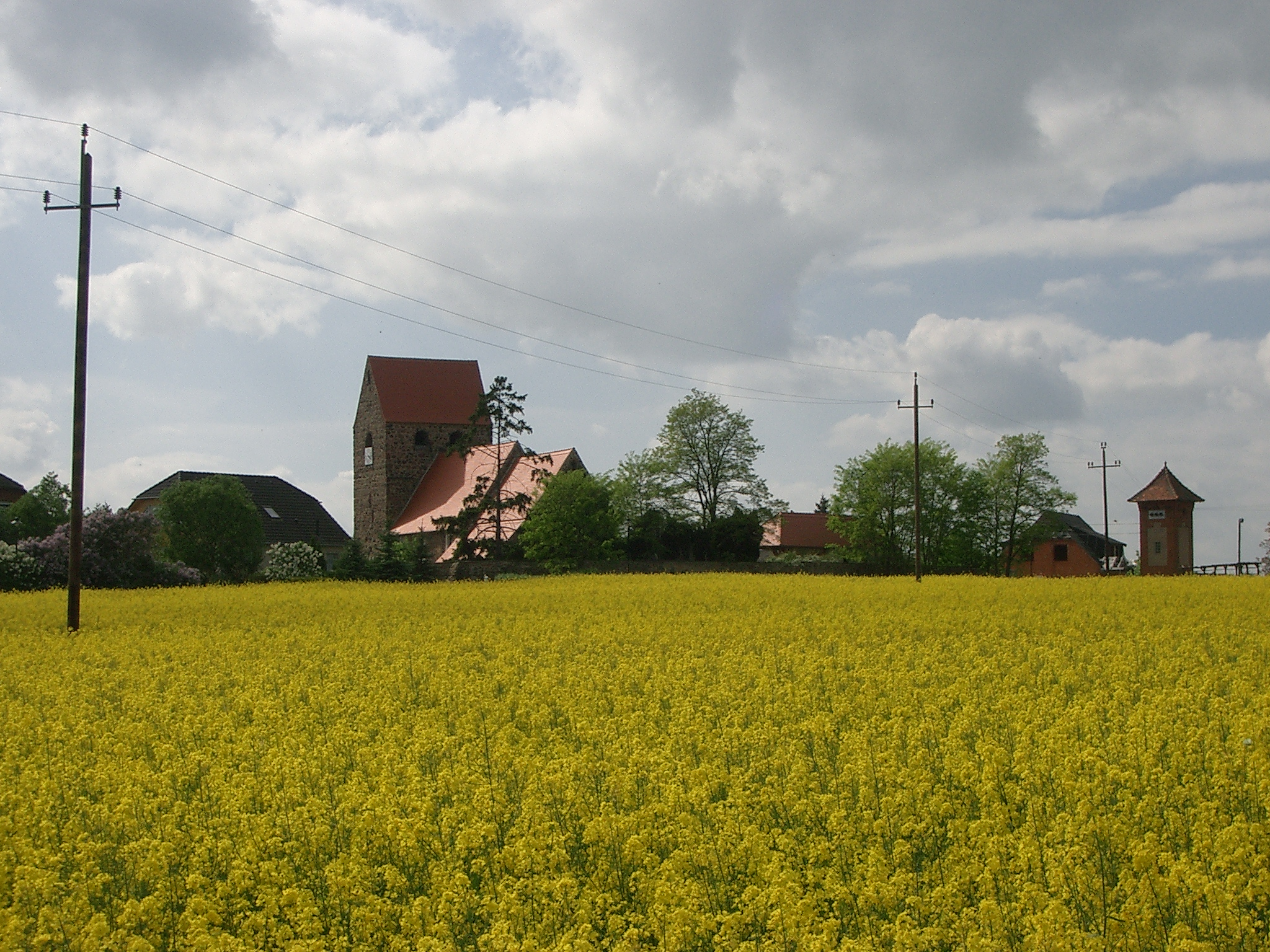
Typische altmärkische Dorfansicht in Schernikau

Es gibt in der Altmark sowohl Straßendörfer als auch Haufendörfer, in denen Mehrseithöfe stehen, das Wohnhaus mit der Traufe zur Straße. Zahlreiche Dörfer haben romanische Dorfkirchen mit sorgfältig ausgeführtem Backstein- oder Feldsteinmauerwerk. Bei einigen dieser Kirchen ist der Turm romanisch und das Kirchenschiff aus späterer Zeit. Die romanischen Kirchen sind in der Regel ungewölbt, nur im Turm sind tonnengewölbte Räume zu finden.
Siehe auch: Liste von Sakralbauten im Altmarkkreis Salzwedel, Liste von Sakralbauten im Landkreis Stendal
In der Elbniederung gibt es auch Siedlungen, in denen die Höfe mit Abständen entlang einer Landstraße verteilt sind.
In der nordwestlichen Altmark an der Grenze zum hannoverschen Wendland gibt es noch einige Rundlingsdörfer.

## Wirtschaft und Tourismus
Die Altmark ist vor allem durch die Landwirtschaft geprägt. Aufgrund des hohen Anteils an Grünland spielt insbesondere die Rinderzucht eine große Rolle. Zunehmend an Bedeutung gewinnt die Nutzung und Veredelung von Biomasse beispielsweise zu Biogas; zahlreiche Biogasanlagen sind in der Region in den letzten Jahren gebaut worden. Seit 2009 ist die Altmark eine von bundesweit 25 Bioenergie-Regionen. Die Altmark ist ein wichtiger Standort der holzverarbeitenden Industrie. So befinden sich auf dem Gelände des zu DDR-Zeiten bei Arneburg geplanten Kernkraftwerkes Stendal, dem heutigen Industrie- und Gewerbepark Altmark, eine Papierfabrik und eines der modernsten Zellstoffwerke Europas sowie in Nettgau ein Werk zur Herstellung von Spanplatten.
Ein weiterer wichtiger Wirtschaftszweig ist die Lebensmittelindustrie. Positiv entwickelt sich auch der Fahrzeugbau im Bereich der Zulieferbetriebe für die Automobilindustrie.
Seit 1969 wird in der Altmark Erdgas gefördert. Dieses befindet sich in mehreren Lagerstätten, die sich auf ein Gebiet von etwa 2000 Quadratkilometern erstrecken und etwa 3500 Meter unter der Erdoberfläche liegen. Das altmärkische Erdgasvorkommen war das zweitgrößte in West- und Mitteleuropa, ist aber nahezu erschöpft. 1983 wurde mit 12,5 Milliarden Kubikmetern das maximale Fördervolumen erreicht. Die größte Lagerstätte befand sich in der Nähe von Peckensen. Bis 2010 wurden 209 Milliarden Kubikmeter Erdgas gewonnen. Von den ehemals über 450 Bohrungen waren im Jahr 2010 noch etwa 130 in Betrieb. 1998 wurde mit dem Rückbau der Anlagen begonnen. Insbesondere müssen große Mengen giftigen Bohrschlamms entsorgt werden. Nahe Maxdorf wurde eine Verpressungsanlage zur Speicherung von CO2 in erschöpften Erdgasfeldern errichtet, deren Betrieb aber 2012 eingestellt wurde. In der Bevölkerung gibt es Widerstand gegen die CO2-Speicherung.
Die Altmark hat sich als Ziel für Touristen etabliert. Traditionelle Region für den Fremdenverkehr ist die Gegend um den Arendsee. Zunehmend gewinnt der Reit- und Radtourismus (Elberadweg, Altmarkrundkurs), für den das flache Land der Altmark prädestiniert ist, an Bedeutung. Zahlreiche überregionale Routen wie die Straße der Romanik, die Deutsche Fachwerkstraße, der Jakobsweg oder das Grüne Band führen durch die Region.

## Kultur

### Sprache
In den Dörfern der Altmark wird gelegentlich Ostniederdeutsch, ein Zweig der niederdeutschen Sprache, gesprochen. Johann Friedrich Danneil hat in seinem 1859 erschienenen Werk Wörterbuch der altmärkisch-plattdeutschen Mundart die Besonderheiten dieser Dialektvariante beschrieben. Die Dialekte der Altmark gehörten östlich der Jeetze zum Nordmärkischen, westlich davon wurde ein dem Ostfälischen naher ostniederdeutscher Dialekt gesprochen, das Nordwestaltmärkische.

### Architektur

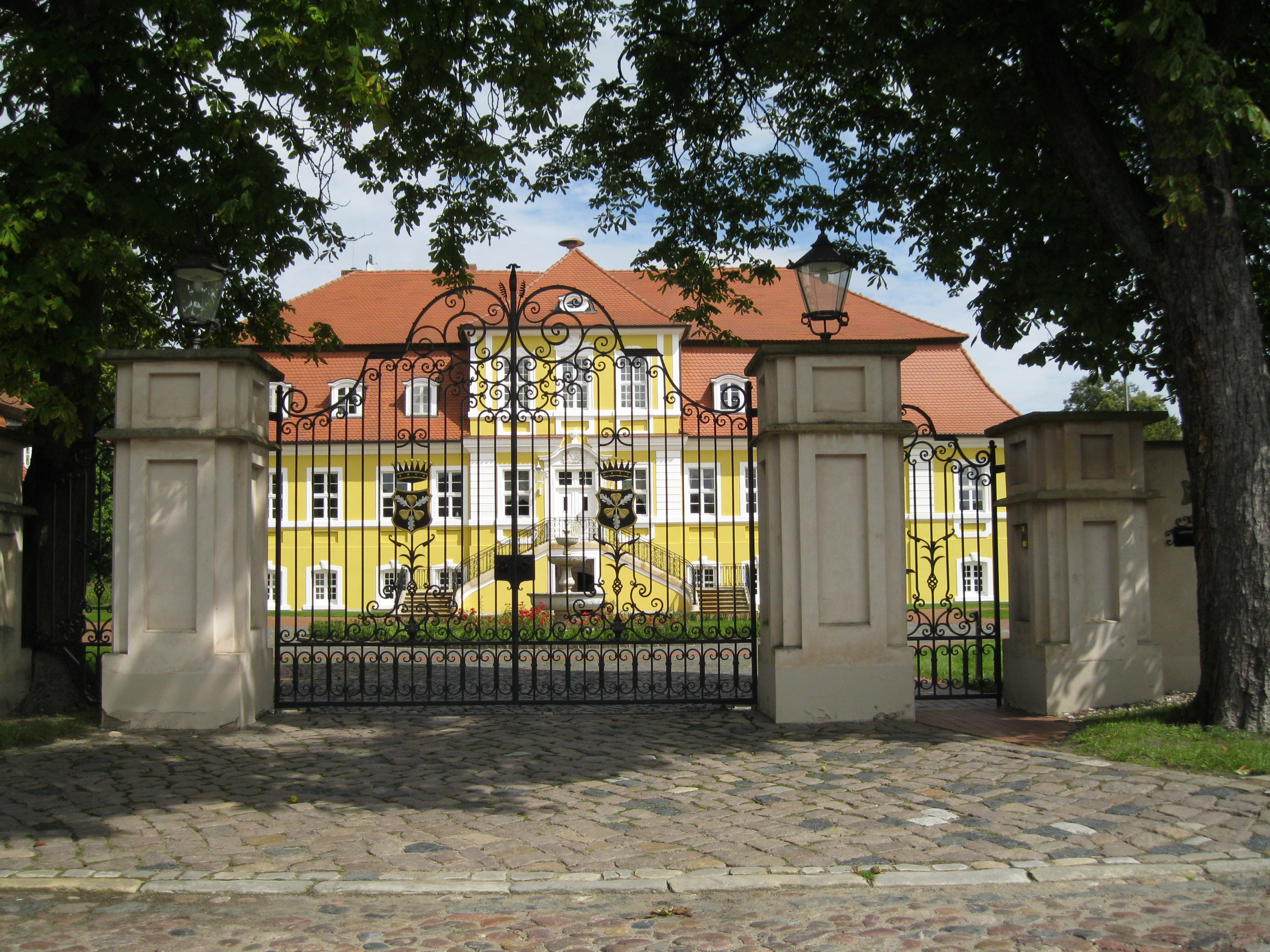
Schloss Döbbelin mit Toreinfahrt

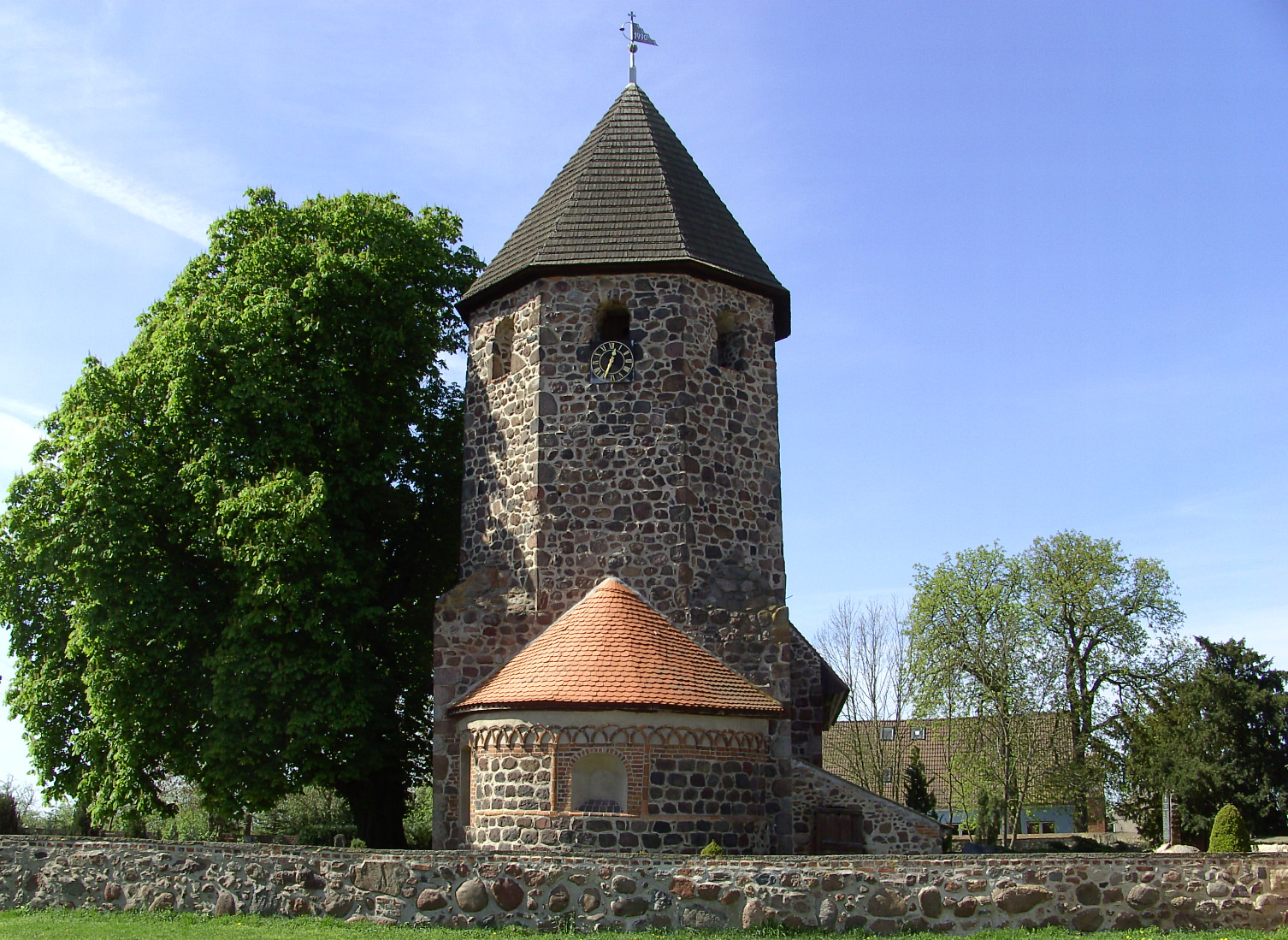
Dorfkirche Hämerten

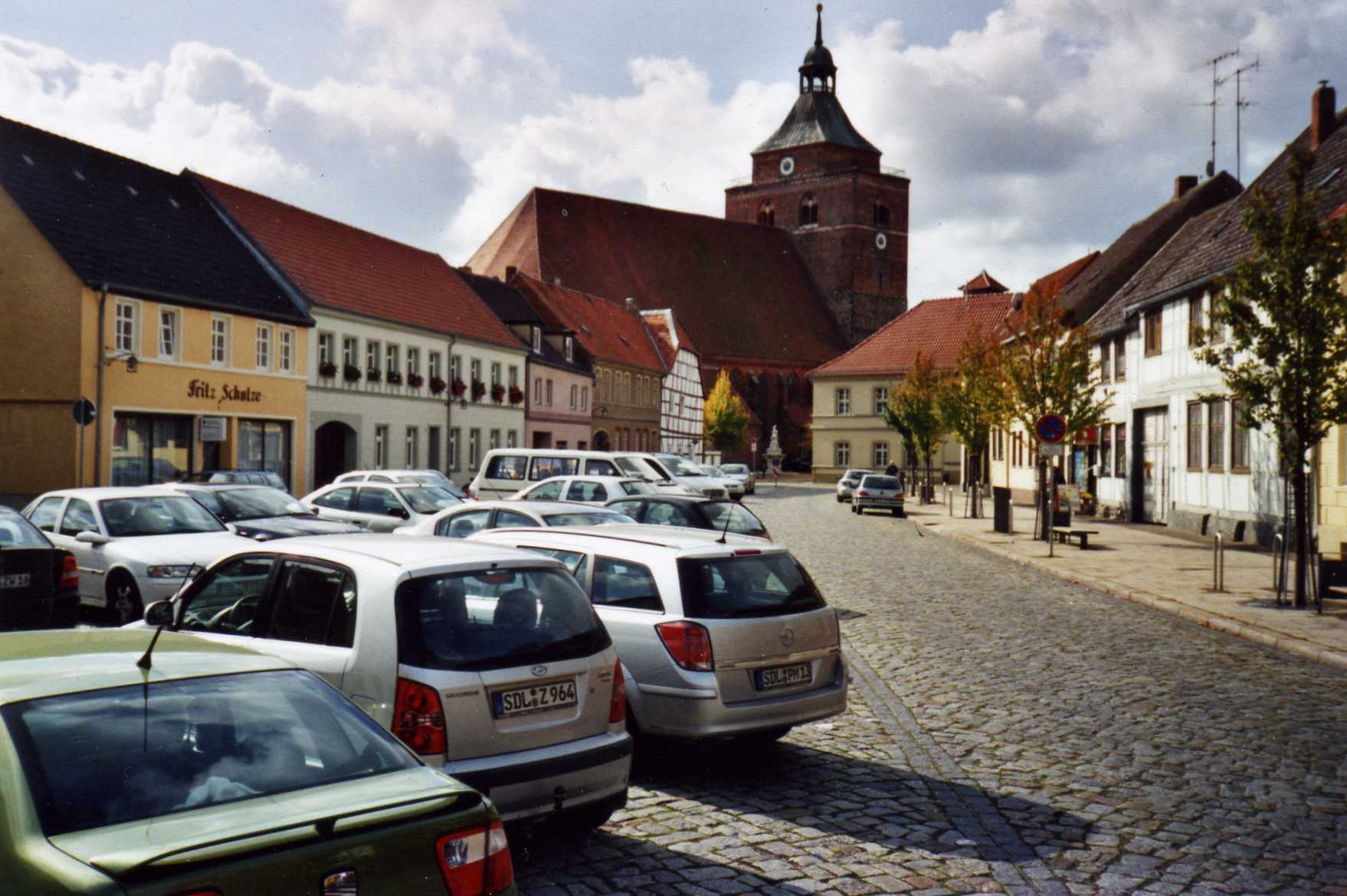
Nikolaikirche in Osterburg

Viele der großen Kirchen in den Städten der Altmark werden der Backsteingotik zugerechnet. In den Dörfern gibt es fast 400 Feldsteinkirchen, in der Regel aus dem 12./13. Jahrhundert; am Ostrand des Drömling stehen zahlreiche Fachwerkkirchen. Die Anzahl denkmalgeschützter Profanbauten ist ebenfalls hoch. So findet man in Tangermünde ganze Straßenzüge von Häusern, die unmittelbar nach dem Stadtbrand 1617 gebaut wurden. Die Dorfkirche von Osterwohle gilt als Musterbeispiel des Manierismus. Langenapel wurde im Zuge der Kollektivierung nach 1952 zum „sozialistischen Musterdorf“ ausgebaut. In etlichen Dörfern sind Gutshäuser, vereinzelt auch Schlossbauten, erhalten geblieben.

### Essen und Trinken
Die altmärkische Küche ist vor allem durch deftige, bodenständige Speisen geprägt, verfügt aber mit dem Salzwedeler Baumkuchen auch über eine exklusive Spezialität mit überregionaler Ausstrahlung.

#### Getränke
- Garley ist die älteste aktive Biermarke der Welt. Das Bier wurde ab 1314 in Gardelegen gebraut.
- Das „Tangermünder Kuhschwanzbier“ gilt als Spezialität Tangermündes, wird aber heute in Neuendorf in der westlichen Altmark gebraut.

#### Gebäck und Süßwaren
- Der Salzwedeler Baumkuchen ist ein röhrenförmiger Etagenkuchen, der schichtweise auf einer vor offenem Feuer drehenden Walze gebacken und anschließend mit einem Überzug aus Zucker oder Schokolade versehen wird.
- Die Tangermünder Nährstange ist eine in der Region bekannte Süßware.

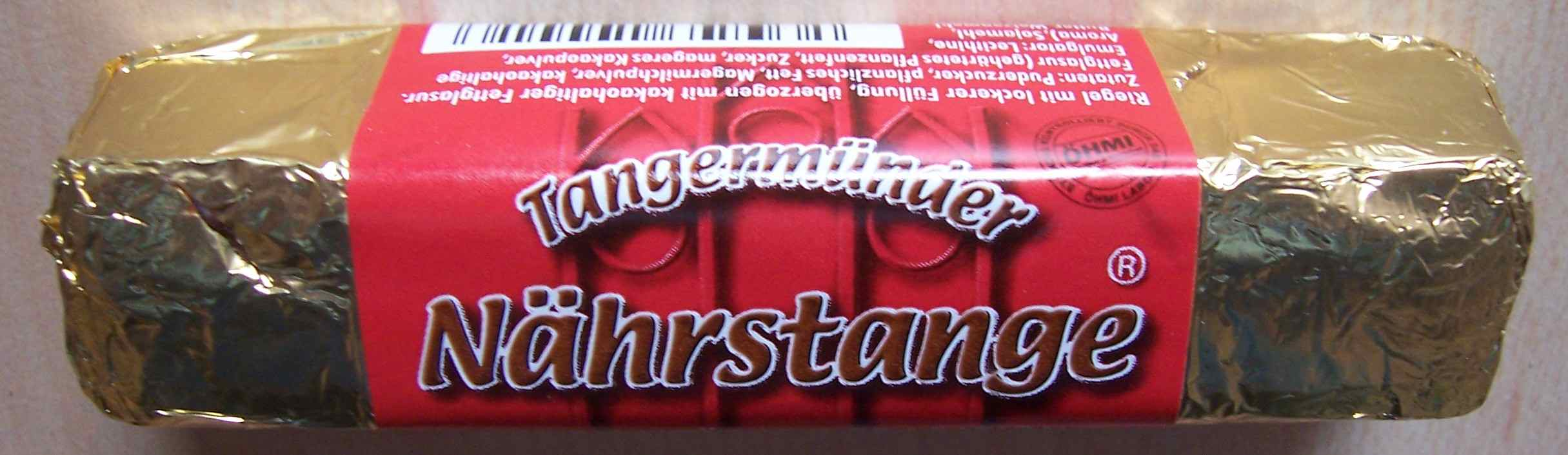
Tangermünder Nährstange

#### Weitere Speisen
- Die „Altmärkische Hochzeitssuppe“ ist eine klare Bouillon vom Huhn mit Einlage von Gehacktesklößchen, Eierstich und Spargel.
- „Grüne Bohnen mit Eierkuchen“ ist ein Eintopf aus Bohnen, serviert mit Eierkuchen.
- Zungenragout ist ein Fleischgericht aus Rinderzunge.
- „Altmärkischer Tiegelbraten“ besteht aus eingedickter Brühe mit Fleisch vom Schaf.
- historische Apfelsorten: Altmärker Brautapfel, Altmärker Goldrenette und Altmärker Wintergewürzapfel

### Kunst
- In der Altmark fand 2006 das Kunstfestival „EuroLandArt 2006“ statt, bei dem Landschaftskunst zum Thema „LandWirtSchaf(f)t“ an sieben Standorten (Apenburg, Arneburg, Arendsee, Kakerbeck, Kalbe (Milde), Seethen und Steinfeld (Altmark)) zu sehen war.
- Unter dem Titel „Kultur an besonderen Orten“ veranstalten die Altmark Festspiele seit 2014 Kunst und Kultur an teils ungewöhnlichen Spielstätten. Unter der künstlerischen Leitung von Reinhard Seehafer finden neben traditionellen Konzerten und Aufführungen auch unkonventionelle Konzertformen sowie historische Veranstaltungsformate ihren Platz.
- Durch den Spielfilm In die Sonne schauen von Mascha Schilinski erhielt die Altmark internationale Aufmerksamkeit. Der Film spielt auf einem Vierseithof in der Region und wurde dort auch gedreht. Er thematisiert das Leben von vier Mädchen über einen Zeitraum von etwa 100 Jahren bis in die Gegenwart. Bei den Internationalen Filmfestspielen von Cannes 2025 wurde der Film mit dem Preis der Jury ausgezeichnet.

## Infrastruktur

### Verkehrsverbindungen

#### Fernstraßen
Durch die Altmark führt bis heute (2015) keine Bundesautobahn. Im Planungsverfahren begriffen ist jedoch die nördliche Verlängerung der A 14 aus Richtung Magdeburg über Stendal und Wittenberge in Richtung Schwerin. Um den Neubau gibt es eine kontroverse Debatte.
Mehrere Bundesstraßen führen durch die Altmark.
- B 71 von Uelzen über Salzwedel und Gardelegen nach Magdeburg
- B 107 von Havelberg über Schönhausen nach Genthin
- B 188 von Wolfsburg über Oebisfelde-Weferlingen, Gardelegen, Stendal, Tangermünde, Wust-Fischbeck (bei Jerichow), Rathenow nach Friesack
- B 189 von Wittenberge über Seehausen (Altmark) und Stendal nach Magdeburg
- B 190 von Salzwedel über Arendsee nach Seehausen
- B 248 von Wolfsburg über Salzwedel nach Lüchow

#### Bahnstrecken

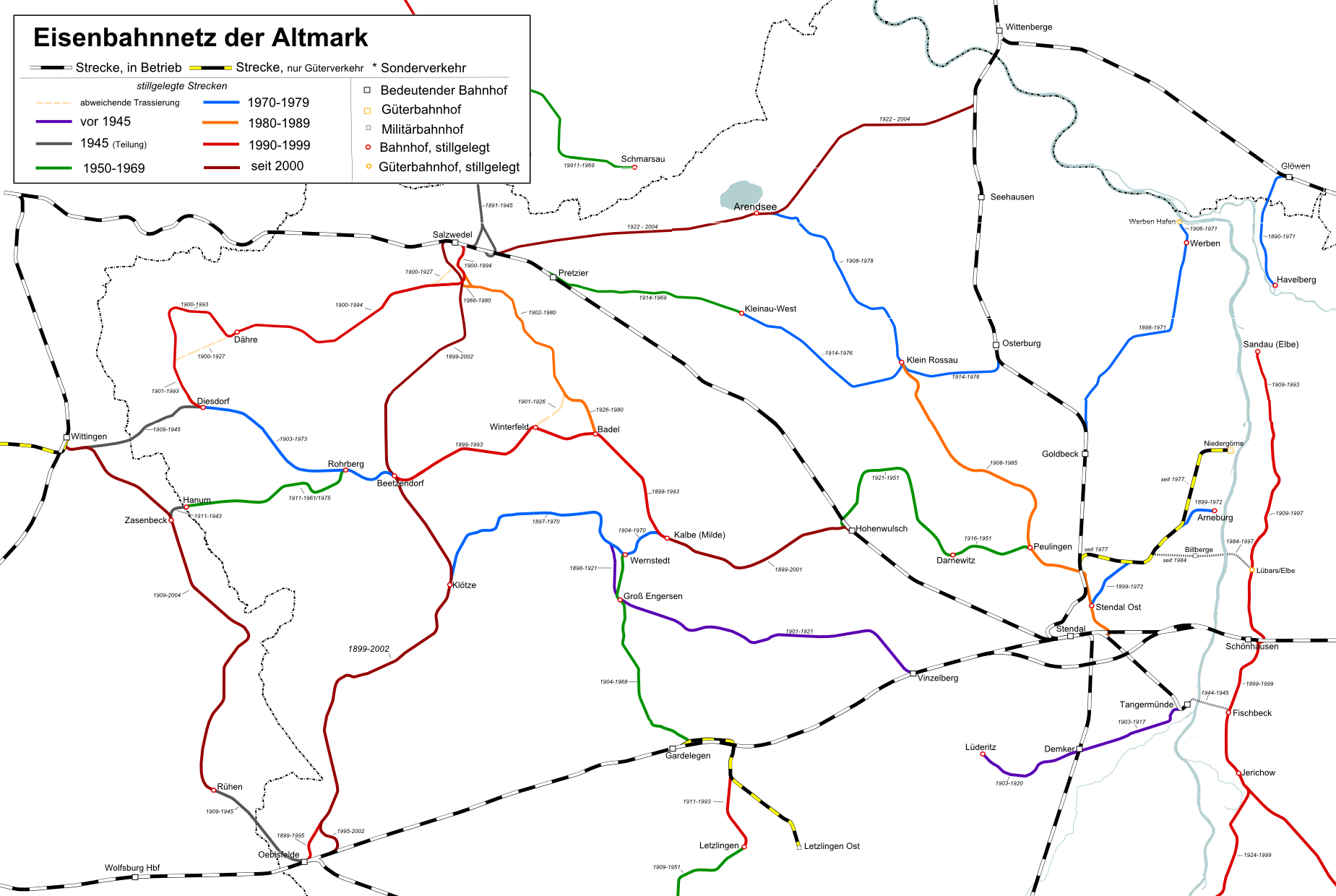
Eisenbahnnetz in der Altmark. Die meisten Strecken sind inzwischen stillgelegt.

Durch die Altmark führen mehrere Bahnstrecken. Die ersten drei aufgeführten Strecken haben überregionale Bedeutung und werden im Personen- und Güterverkehr betrieben, die vierte im Personenverkehr, die fünfte nur im Güterverkehr (Stand 2010).
- Uelzen–Salzwedel–Stendal–Magdeburg
- Hannover–Gardelegen–Stendal–Berlin
- Magdeburg–Stendal–Wittenberge
- Stendal–Tangermünde
- Borstel–Niedergörne

In der Vergangenheit war die Altmark von einem dichten Netz von Klein- und Nebenbahnen erschlossen, die vor allem der Abfuhr landwirtschaftlicher Produkte dienten. Dazu gehörten die Netze der Altmärkischen Kleinbahn, der Salzwedeler Kleinbahnen und der Stendaler Kleinbahn, aber auch die Bahnstrecke Oebisfelde–Salzwedel, auf der bis 2002 Züge verkehrten, und die Bahnstrecke Salzwedel–Geestgottberg, die bis 2004 befahren wurde.

#### Wasserstraßen
Schiffsverkehr findet auf der Elbe sowie im Südwesten der Altmark auf dem Mittellandkanal statt.

### Militärische Einrichtungen
Die Bundeswehr unterhält in der Altmark den Truppenübungsplatz Altmark, unter anderem mit der „Übungsstadt“ Schnöggersburg. Garnisonsstadt ist Gardelegen.

## Zitate
„Von diesem flachen Lande hier,

von der altmärkischen Heimat,

die ja auch die meinige ist,

ist die Kraft und der Anstoß zur Bildung

des kurbrandenburgischen Staates

und Preußens und schließlich

zur Wiedergeburt des deutschen Reiches ausgegangen.“